# 相倉久人
相倉 久人 （あいくら ひさと、1931年12月8日 - 2015年7月8日)は、東京府出身の音楽評論家、ジャズ司会者。

## 概略
サウンド自体の評論ではなく、演奏者と聴衆の関係性、あるいはある音楽がその時代に生まれた意味合いを社会的なデータと絡めながら論じるなど、一種の社会論的な評論をするのが特徴。2007年に出版した『新書で入門 ジャズの歴史』では、自分がジャズから離れた（後述）後の時代のジャズをポスト・モダンの一言で片付ける荒業を見せた。

## 経歴
東京大森・馬込（現・東京都大田区）生まれ。東京陸軍幼年学校在学中に終戦を迎える。第49期生で同期に西村京太郎。
東京大学（文学部美学美術史学科、のちに中退）在学中からジャズ喫茶「コンボ」に入り浸り、ジャズ評論を書き始め、『ミュージック・ライフ』誌でデビュー。1959年に本格化に執筆活動に入り、主に『スイングジャーナル』誌に執筆。ジョン・コルトレーンに関する評論や、ジャズ革命論などで人気を博す。1962-3年に久保田二郎の執筆姿勢をめぐり同誌と喧嘩。のちに同誌が武田和命のバッシングをした際（1967年）に、相倉をまわりくどく誹謗中傷したことから、同誌とは完全に縁が切れることになった。
1963年頃から「銀巴里」、「ジャズギャラリー8」、「新宿ピット・イン」、「ジハンナ」などで司会をつとめながら、若手ミュージシャンの理論的な面での育成に当たる。特に山下洋輔との交流が深く、山下を筒井康隆に引き合わせるなどして山下ののちの活動に強い影響を与えた。また、ジャズに興味のなかった赤塚不二夫を山下洋輔一派に巻き込むきっかけを作ったのも相倉である。この時期、状況劇場や若松プロとの交流を深めた。
「銀巴里」から「ジャズギャラリー8」に移る時に、若手のジャズメンが相倉を慕い付いて来たために、「銀巴里」を根城にしていた高柳昌行の「新世紀音楽研究所」の結束を結果的に壊すことになり、高柳一派から終生恨まれることになった。ピット・イン時代には副島輝人との対立が知られている。
1970年に自分の中で定義していた「ジャズ」が死んだと判断してジャズ評論から退く。同年、松田政男、佐々木守らと「批評戦線」を結成し、雑誌『第二次・映画批評』を創刊。
1972年にディープパープルの来日公演に刺激を受けたことからロック評論を始め、EastWest審査委員長を務めたり（1976年-1986年）、大滝詠一の分母分子論の聴き手（1986年）になったり、宇宙人を自称して周りの人を煙に巻いたりと様々な活動を行なった。1980年初頭からは映像作品の評論も手掛けている。
晩年は、ジャズ評論を再開していた。日本ジャーナリスト専門学校で講師を務めていたほか、2009年には山下洋輔トリオの再結成ライブで司会を務めた。
かつては物凄い遅筆で知られた。山下洋輔が主催した「全日本冷し中華愛好会」機関誌のリレー連載小説「冷中水滸伝」にて3話目でバトンを受け取るものの、全く書けずにそのまま連載を終了させたのが特に有名である。
元・日本レコード大賞制定委員。
2015年7月8日、胃がんのため死去。83歳没。

## 著書
- 『モダン・ジャズ鑑賞』荒地出版社、1963年。のち角川文庫、1981年12月。
- 『現代ジャズの視点』東亜音楽社、1967年。のち角川文庫、1982年10月。
- 『ジャズからの出発』音楽之友社、1968年11月。
- 『ジャズからの挨拶』音楽之友社、1973年6月。
- 『機械じかけの玉手箱』音楽之友社、1975年10月。
- 『相倉久人の“ジャズは死んだか”』音楽之友社〈オンブックス〉、1976年12月。
- 『相倉久人の音楽雑学事典』音楽之友社〈オンブックス〉、1977年12月。
- 『ロック時代 : ゆれる標的』文化放送開発センター、1977年12月。
- 『山下洋輔の世界』エイプリル・ミュージック、1978年5月。
- 『背中合わせの同時代 相倉久人対談&エッセイ '69-'80』白夜書房、1981年1月。
- 『都市の彩・都市の音』冬樹社、1982年4月。
- 『日本ロック学入門』新潮文庫、1986年12月。
- 三野村泰一、村井康司との共著『B級ジャズ名盤迷盤101 : 60年代のジャズ喫茶で輝いた101枚』音楽出版社〈CDジャーナルムック〉、2005年5月。
- 『相倉久人の超ジャズ論集成』山下洋輔編、音楽出版社〈CDジャーナルムック〉、2006年3月。
- 『新書で入門 ジャズの歴史』新潮新書、2007年2月。
- 『相倉久人の70年代ロック＆ポップス教養講座』音楽出版社〈CDジャーナルムック〉、2007年6月。
- 『至高の日本ジャズ全史』集英社新書、2012年12月。
- 『相倉久人のジャズ史夜話　80の物語と160の逸話』アルテス・パブリッシング、2013年1月。
- 『相倉久人 ジャズ著作大全』（上巻・下巻）DU BOOKS、2013年12月。
- 『されどスウィング 相倉久人自選集』青土社〈Kindle版〉、2015年7月。

### 訳書
- チャールズ・カイル著『都市の黒人ブルース』音楽之友社、1968年。
- バリー・マクレー著『現代ジャズの奔流』音楽之友社、1973年9月。のち再版、1976年9月。

## 音楽監修
- 荒野のダッチワイフ （大和屋竺監督作品、1967年）
- 毛の生えた拳銃（大和屋竺監督作品、1968年）
- 略称・連続射殺魔（足立正生監督作品、1975年）

## 映画出演
- ツィゴイネルワイゼン （鈴木清順監督作品、1980年）